# هلال الفاشر
نادي الهلال للتربية البدنية - الفاشر نادي كرة قدم سوداني , و مقره مدينة الفاشر , يلعب حاليًا في الدوري السوداني الممتاز.

## الملعب
تقام أغلبية مباريات الفريق على ملعب الفاشر , و الذي يتسع لحوالي 10000 متفرج

## المشاركات المحلية
دوري سوداني الممتاز